# Manzanal de Arriba
Manzanal de Arriba – gmina w Hiszpanii, w prowincji Zamora, w Kastylii i León, o powierzchni 130,16 km². W 2011 roku gmina liczyła 393 mieszkańców.